# Advanced Linux Sound Architecture
Advanced Linux Sound Architecture (ALSA) – system obsługi dźwięku dla Linuksa wprowadzony w jądrze z serii 2.5 i mający zastąpić starszy Open Sound System.
Dostarcza moduły jądra ze sterownikami kart dźwiękowych oraz bibliotekę alsa-lib.
Projekt został rozpoczęty w 1998 jako samodzielny sterownik dla karty Gravis Ultrasound, dopiero później stał się częścią jądra Linux. Od linii 2.6 domyślny sterownik. Pracę nad ALSĄ nadzoruje twórca projektu, Jaroslav Kysela.
Wersja 1.0.22 została dołączona do jądra w wersji 2.6.33.